# 체르케스

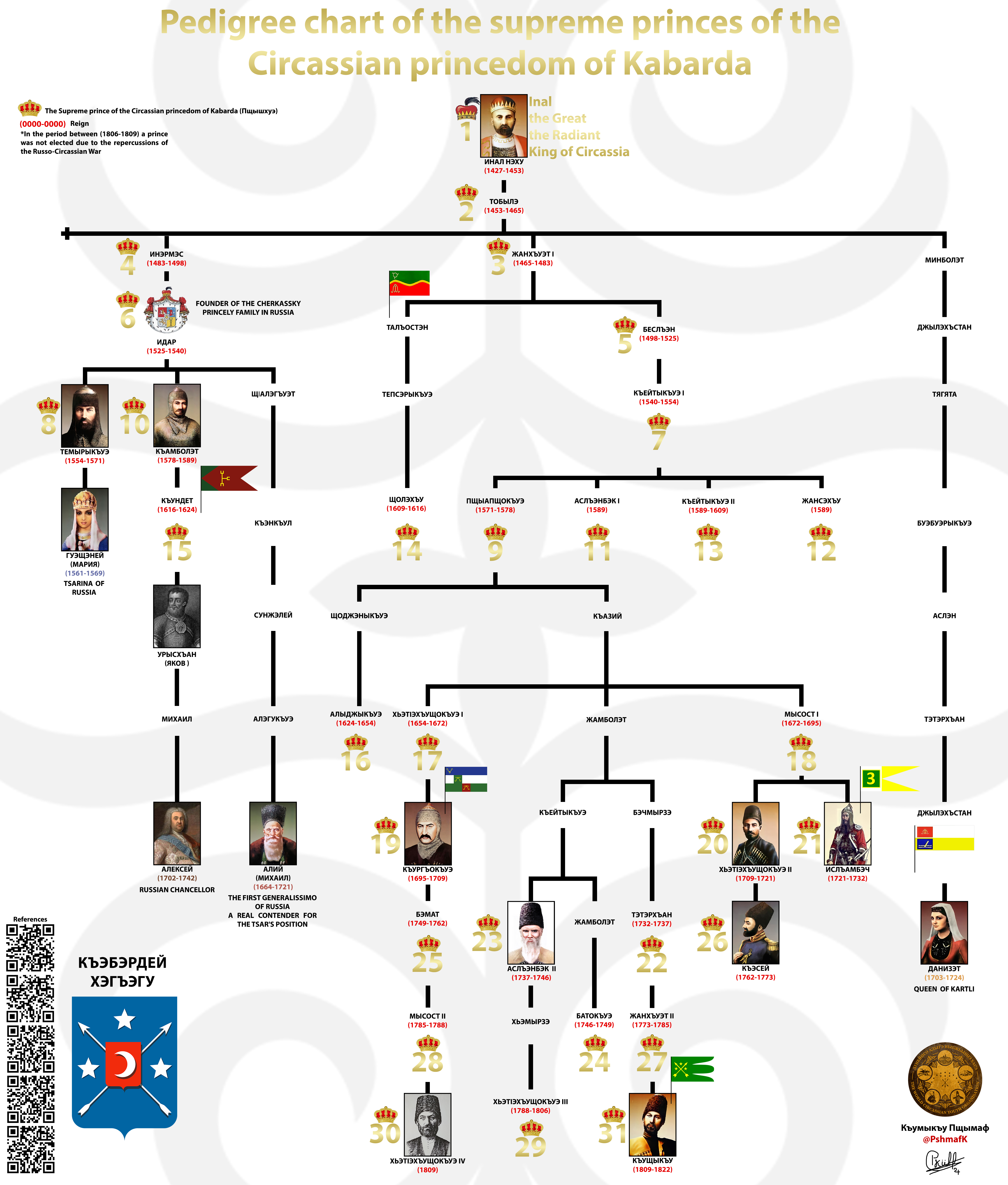
동체르케스의 국왕

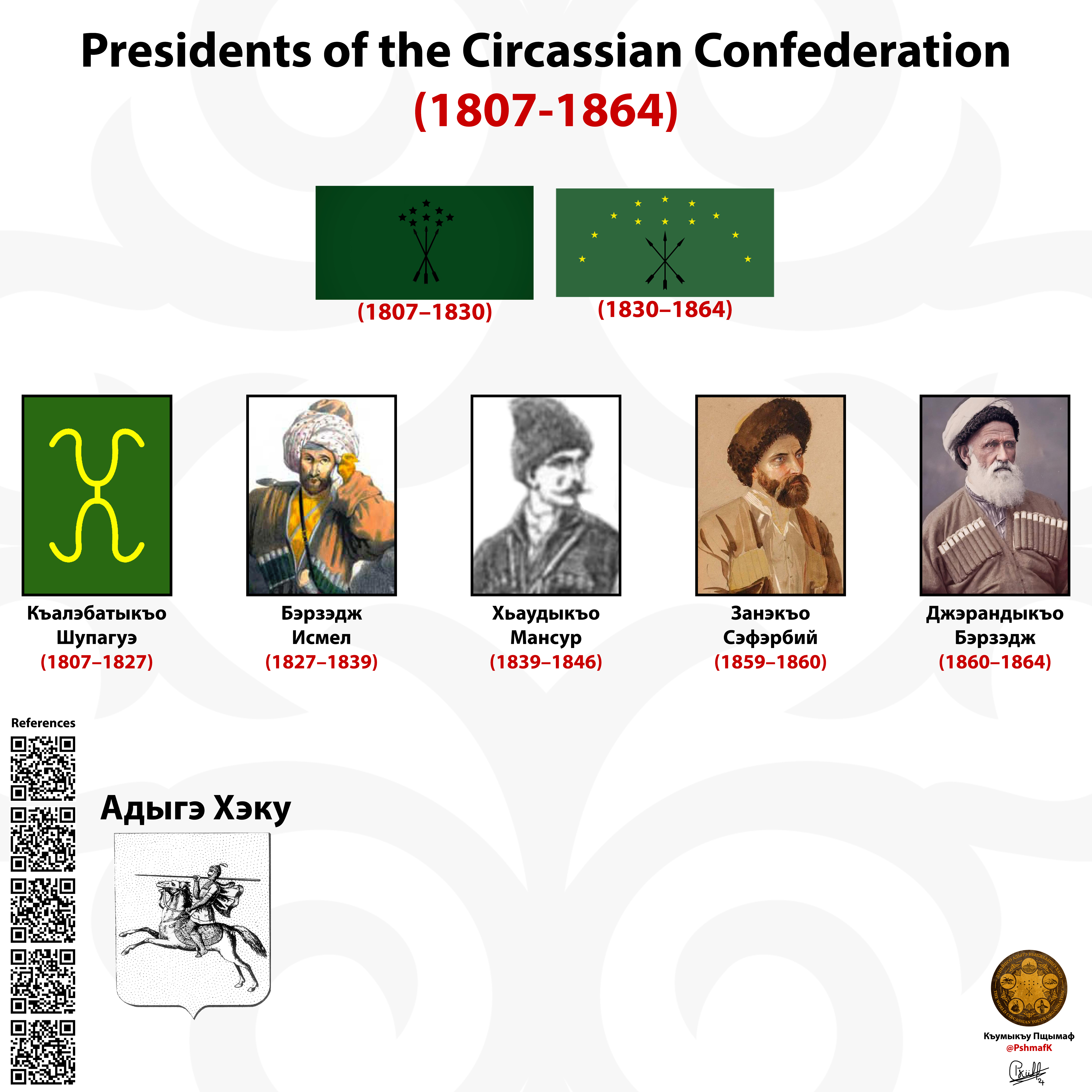
체르케스 연맹의 대통령

체르케스(아디게어: Адыгэ Хэку, 러시아어: Черке́сия, 조지아어: ჩერქეზეთი, 아랍어: شيركاسيا, 튀르키예어: Çerkesya)는 북캅카스에 있던 나라이자 역사적 지역이다. 크림반도와 접경하며 흑해 북동쪽에 존재했었다. 체르케스인들의 옛 거주지로, 19세기 러시아 제국이 침공하여 체르케스인을 집단학살한 이래로 이들은 현재 러시아와 서아시아 국가들의 소수민족이 되어있다.

## 명칭

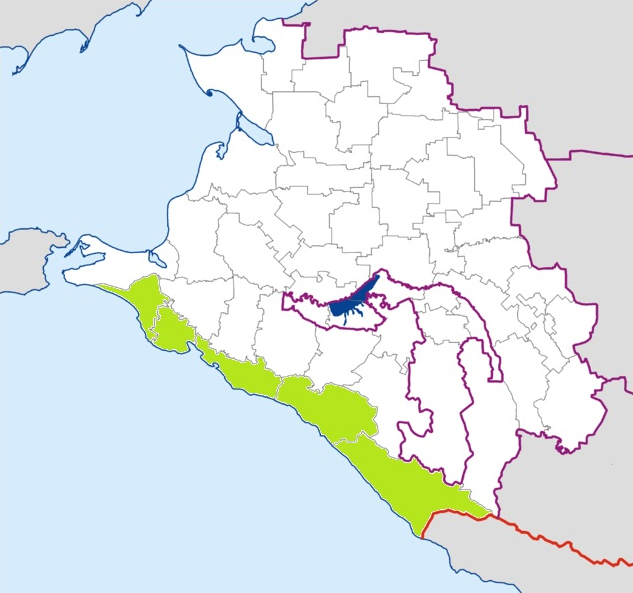
체르케스 해안

체르케스를 뜻하는 영어 명칭 Circassia는 아디게인들을 칭하는 튀르키예어 명칭인 체르케스 (Cherkess, 현대 튀르키예어: Çerkes)의 라틴어화된 형태이며, 본래는 체르케스를 방문한 15세기 중세 시대의 제노바인 상인들과 탐험가들에게서 유래했다. 체르케스라는 명칭은 전통적으로 이웃한 튀르크족 (주로 크림 타타르족과 튀르키예인)들이 아디게인들에게 적용했던 것이다.
이 지역에 대한 또다른 옛 명칭은 고대 그리스의 지식인 스트라본이 묘사하길 직스 또는 지고이였다. 15세기 말에 제노바 탐험가 및 민족학자 조르조 인테리아노가 체르케스와 이곳 주민들의 자세한 서술을 썼다.

## 지리

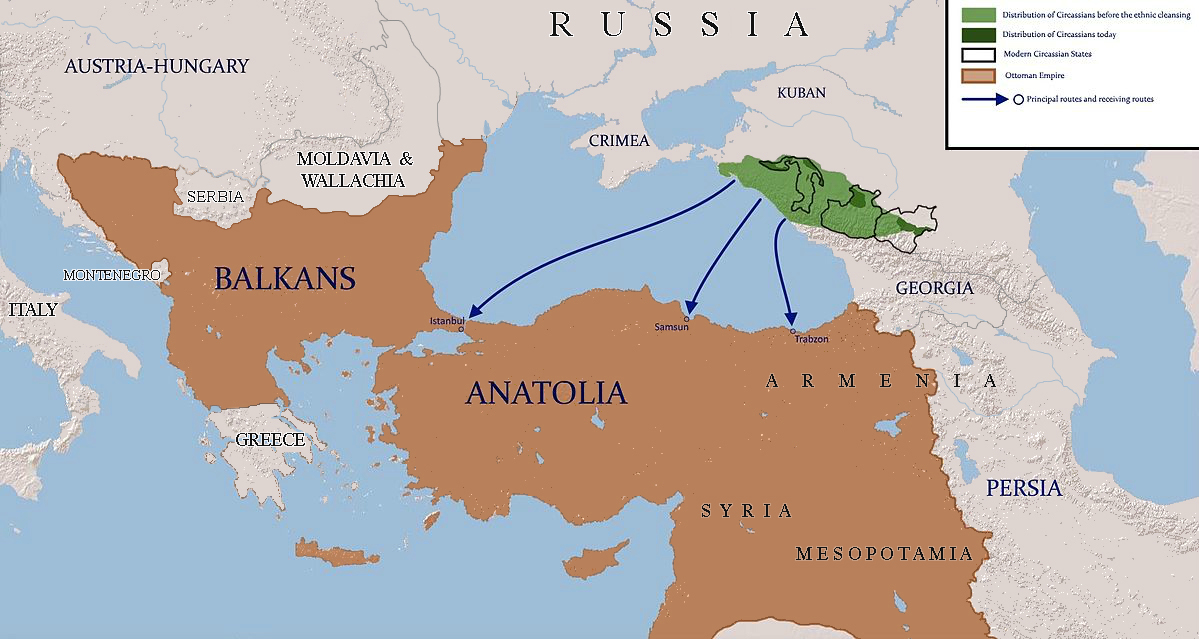
오스만 제국으로의 체르크스 축출을 나타내는 지도.

체르케스는 동유럽의 흑해의 북동쪽 해안 인근에 위치했었다. 러시아의 캅카스 정복 이전 (1763년–1864년) 이 지역은 완전히 비옥한 고원과 캅카스의 북서쪽 스텝 지대를 차지하고 있었다.
체르케스의 최대 확장 범위는 타만반도 서쪽에서 동쪽으로 오늘날의 북오세티야 공화국의 모즈도크까지였다. 역사적으로 체르케스는 오늘날의 크라스노다르 지방 남쪽 지방 절반과 아디게야 공화국, 카라차예보체르케스카야 공화국, 카바르디노발카르 공화국, 북오세티야 공화국의 일부, 스타브로폴 지방을 차지했었고, 북쪽으로는 러시아 제국으로부터 체르케스를 분리시킨 쿠반강을 접하고 있었다.
소치는 많은 체르케스인들이 그들의 전통적인 수도 도시로 여기고 있다. 체르케스인들에 따르면, 2014년 소치 동계 올림픽 단지는 1864년 러시아인들에게 패배한 체르케스인들의 많은 무덤들이 있는 지역에 지어졌다고 한다.

## 역사
13세기 몽골 제국의 침공을 받았으며 역사학자 라시드웃딘의 《페르시아어 연대기》에는 1237년 체르케스의 왕 투카르가 몽골족에 맞서다가 전사했다는 기록이 실려 있다.
1333년에는 교황 요한 22세가 지키아(체르케스)의 왕 베르자흐타 (Верзахта)에게 아디게인 (체르케스인)들에게 기독교를 전파하는데 도움을 준 것에 대해 감사의 서한을 보냈다. 베르자흐타의 권력과 지위는 매우 높았고 그 예로 체르케스의 역대 모든 군주들이 그를 따라 로마 가톨릭 신앙을 유지하였다.
1471년 체르케스의 통치자와 카파(페오도시야)의 통치자 사이에 조약이 체결됐다. 이 조약으로 지키아는 카파에 많은 양의 곡물을 공급했다. 이 시기 체르케스는 미모의 여성들로 유명했으며, 이들 중 상당수는 오스만 제국의 술탄과 페르시아의 샤들과 혼인하여 하렘에서 영향력 있는 지위를 얻었다.
19세기 말에 이르러 러시아 제국의 침공으로 러시아-체르케스 전쟁이 발발, 제국의 영토로 흡수되었다. 지역 인구 대다수가 고향에서 인접국가 오스만 제국으로 추방당했다. 오늘날 지금의 러시아 체르케스 지역에 살고 있는 체르케스인은 약 70만 명에 불과하다.
최근에는 체르케스 민족주의가 대두되어 본래의 고향을 되찾는 것을 목표로 하고 있다.

## 인구
러시아와 소련의 통치하에서 체르케스계인 (그외 다른 민족)들에 대한 인종적, 부족적 구분이 촉진되어, 체르케스계인들 (아디게인, 체르케스인, 카바르딘인, 샵수그인)들에게 일부 다른 통계학적인 명칭을 사용하게 되는 결과가 나타났다. 이에 따라 체르케스 민족 국가의 개념과 이를 반영하기 위해서 러시아 인구조사에서 체르케스인 (아디제인)이라는 이름으로 합치려는 노력이 있다. 체르케스 디아스포라의 대다수들은 이미 자신들을 "체르케스인"이라고 칭하는 경향이 있다.
2010년 러시아의 인구조사에서 718,727명의 체르케스계인 중 516,826명이 카바르딘인이고 124,835명이 아디게인, 73,184명이 체르케스인, 3,882명이 샵수그인이라고 답했다. 체르케스인의 대다수는 튀르키예에 거주하고 있으며, 그 인구는 140만 명에서 최대 600만 명에 달한다. 다른 국가 가운데서도 요르단, 시리아, 이라크, 이란, 레바논, 세르비아, 이집트, 팔레스타인 등지에 소수의 체르케스인이 살고 있는 것으로 조사된다.

## 같이 보기
- 러시아–체르케스 전쟁
- 체르케스 협의회
- 체르케스 집단살해
- 체르케스 애도의 날
- 체르케스 민족주의
- 체르케스어
- 체르케스인
- 체르케스 디아스포라
- 체르케스 미인
- 체르케스 음악
- 체르케스 해안

## 참고 문헌
- Bullough, Oliver. Let Our Fame Be Great: Journeys Among the Defiant People of the Caucasus. Allen Lane, 2010. ISBN 978-1846141416
- Jaimoukha, Amjad. The Circassians: A Handbook, London: Routledge, New York: Routledge & Palgrave, 2001. ISBN 978-0700706440
- Jaimoukha, Amjad. Circassian Culture and Folklore: Hospitality, Traditions, Cuisine, Festivals and Music. Bennett & Bloom, 2010. ISBN 978-1898948407
- Richmond, Walter. The Circassian Genocide, Rutgers University Press, 2013. ISBN 9780813560694
- 체르케스 고지인 (Повседневная жизнь горцев Cеверного Кавказа в XIX в.). Everyday life of the Caucasian highlanders. The 19th century (In the co-authorship with I. Karpeev). Moscow: Molodaya Gvardiy, 2003. ISBN 5-235-02585-7
- Journal of a residence in Circassia during the years 1837, 1838, and 1839 - Bell, James Stanislaus (영어)